# Isabelle Romée
Isabelle Romée, também conhecida como Isabelle de Vouthon e Isabelle d'Arc (Vouthon-Bas, 1377 - Orleans, 28 de novembro de 1458) e Ysabeau Romee, era a mãe de Joana d'Arc.
Ela cresceu em Vouthon-Bas e mais tarde se casou com Jacques d'Arc. O casal mudou-se para Domrémy, onde eles possuíam uma fazenda que consistia de cerca de 50 acres de terra. Depois das famosas façanhas da sua filha, em 1429, a família ganhou status de nobreza pelo Rei Carlos VII, em dezembro do mesmo ano. Isabelle mudou-se para Orléans em 1440 após a morte de seu marido, e recebeu uma pensão da cidade.
Ela pediu ao Papa Nicolau V para reabrir o caso no tribunal que tinha condenado Joana d'Arc por heresia, e depois, aos setenta anos de idade, dirigiu a sessão de abertura do julgamento de apelação, em Notre Dame. O tribunal de apelação anulou a condenação de Joana em 7 de julho de 1456. Isabelle morreu dois anos mais tarde, provavelmente em Sandillon, perto de Orleães .

## Biografia
Isabelle Romée nasceu em Vouthon-Bas, uma vila perto de Domrémy, onde ela e seu marido Jacques d'Arc se estabeleceram. Juntos, eles possuíam cerca de 200.000 m 2 de terra e uma casa modesta. Isabelle Romée pode ter ganhado o sobrenome de uma peregrinação a Roma. Os sobrenomes não eram universais no início do século XV e uma mulher poderia ser conhecida por um sobrenome diferente ao do marido.
Isabelle Romée deu à filha uma educação religiosa e católica e ensinou-lhe o ofício de fiar lã. Ela teve mais três filhos, Jacquemin, Jean e Pierre, e uma filha chamada Catherine. Como os outros membros da família, ela foi beneficiada pela concessão real em 29 de dezembro de 1429. Ela se mudou para Orleães em 1440 após a morte do marido e recebeu uma pensão da cidade.
Isabelle Romée passou o resto da vida restaurando o nome da filha. Ela pediu ao papa Nicolau V que reabrisse o processo judicial que condenou Joana d'Arc por heresia. Um inquérito finalmente foi aberto em 1449. O inquisidor-chefe da França, Jean Bréhal, assumiu o caso e conduziu uma investigação inicial em maio de 1452. Em 7 de novembro de 1455, após o início do reinado do papa Callitus III, Isabelle viajou para Paris para visitar a delegação da Santa Sé. Embora tivesse mais de setenta anos, ela se dirigiu à assembleia com um discurso emocionante. Começou dizendo: "Tive uma filha, nascida em casamento legítimo, a quem fortifiquei dignamente com os sacramentos do batismo e da confirmação e suscitada no temor de Deus e respeito à tradição da Igreja ", e terminou,... "sem qualquer ajuda dada à sua inocência em um julgamento pernicioso, violento e iníquo, sem sombra de direito, eles a condenaram em de uma forma injusta e criminosa, e a fizeram morrer cruelmente em uma fogueira." Isabelle compareceu à maioria das sessões de julgamento, apesar da saúde debilitada. O tribunal de apelações anulou a condenação em 7 de julho de 1456.
Isabelle morreu em 28 de novembro de 1458, provavelmente na vila de Sandillon, perto de Orleães.

## Retratos
- Jeanne D'Alcy no filme Joan of Arc de 1900, estrelado por Jeanne Calvière.
- Selena Royle no filme Joan of Arc de 1948, estrelado por Ingrid Bergman.
- Tatiana Moukhine no filme Joan the Maiden, de 1994, estrelado por Sandrine Bonnaire.
- Jacqueline Bisset na minissérie de televisão de 1999 Joan of Arc, estrelada por Leelee Sobieski.
- Regine Delalin no filme musical de 2017 Jeannette: A Infância de Joana d'Arc, estrelado por Lise Leplat Prudhomme.
- Glenn Close na peça de teatro de 2018 The Mother of the Maid no Public Theatre em Nova York.